# Любогощ (Кросненський повіт)
Любогощ (пол. Lubogoszcz, нім. Eichberg) — село в Польщі, у гміні Машево Кросненського повіту Любуського воєводства.
Населення — 203 особи (2011).
У 1975-1998 роках село належало до Зеленогурського воєводства.

## Демографія
Демографічна структура станом на 31 березня 2011 року:
|          | Загалом | Допрацездатний вік | Працездатний вік | Постпрацездатний вік |
| -------- | ------- | ------------------ | ---------------- | -------------------- |
| Чоловіки | 101     | 17                 | 71               | 13                   |
| Жінки    | 102     | 19                 | 62               | 21                   |
| Разом    | 203     | 36                 | 133              | 34                   |